# إريك ليكنير
إريك ليكنير (بالإنجليزية: Eric Leckner)‏ مواليد 27 مايو 1966 في إنغليووود، هو لاعب كرة سلة أمريكي سابق. بدأ مسيرته الاحترافية في سنة 1988. تم اختياره من قبل فريق يوتا جاز خلال الدرافت. يبلغ طوله 6 قدم 11 بوصة (2.1 م). حقق المركز الثاني في الألعاب الجامعية الصيفية 1987. اعتزل اللعب في 1999. أحرز خلال مسيرته في الإن بي إيه 1835 نقطة بمعدل 4.1 نقاط في المباراة الواحدة.

## المسيرة الاحترافية
لعب مع يوتا جاز من سنة 1988 إلى 1990، ثم لعب مع سكرامنتو كينغز في موسم 1990–1991، ثم لعب مع شارلوت هورنتس من سنة 1990 إلى 1992، ثم لعب مع فيلادلفيا سفنتي سيكسرز في موسم 1993–1994، ثم لعب مع ديترويت بيستونز من سنة 1994 إلى 1996، ثم لعب مع شارلوت هورنتس في سنة 1997، ثم لعب مع فانكوفر جريزليز في سنة 1997.

## الميداليات
| الميدالية | المسابقة                      |
| --------- | ----------------------------- |
| فضية      | الألعاب الجامعية الصيفية 1987 |

## روابط خارجية
- إريك ليكنير على موقع إن بي أي (الإنجليزية)
- إريك ليكنير على موقع سبورتس رفرنس (الإنجليزية)
- إريك ليكنير على موقع كرة السلة الأوروبية.كوم (الإنجليزية)
- إريك ليكنير على موقع كلية كرة السلة في سبورتس رفرنس.كوم (الإنجليزية)
- إريك ليكنير على موقع ريلجم (الإنجليزية)
- إريك ليكنير على موقع بروبوليرز (الإنجليزية)